# Ignatz-Bubis-Brücke

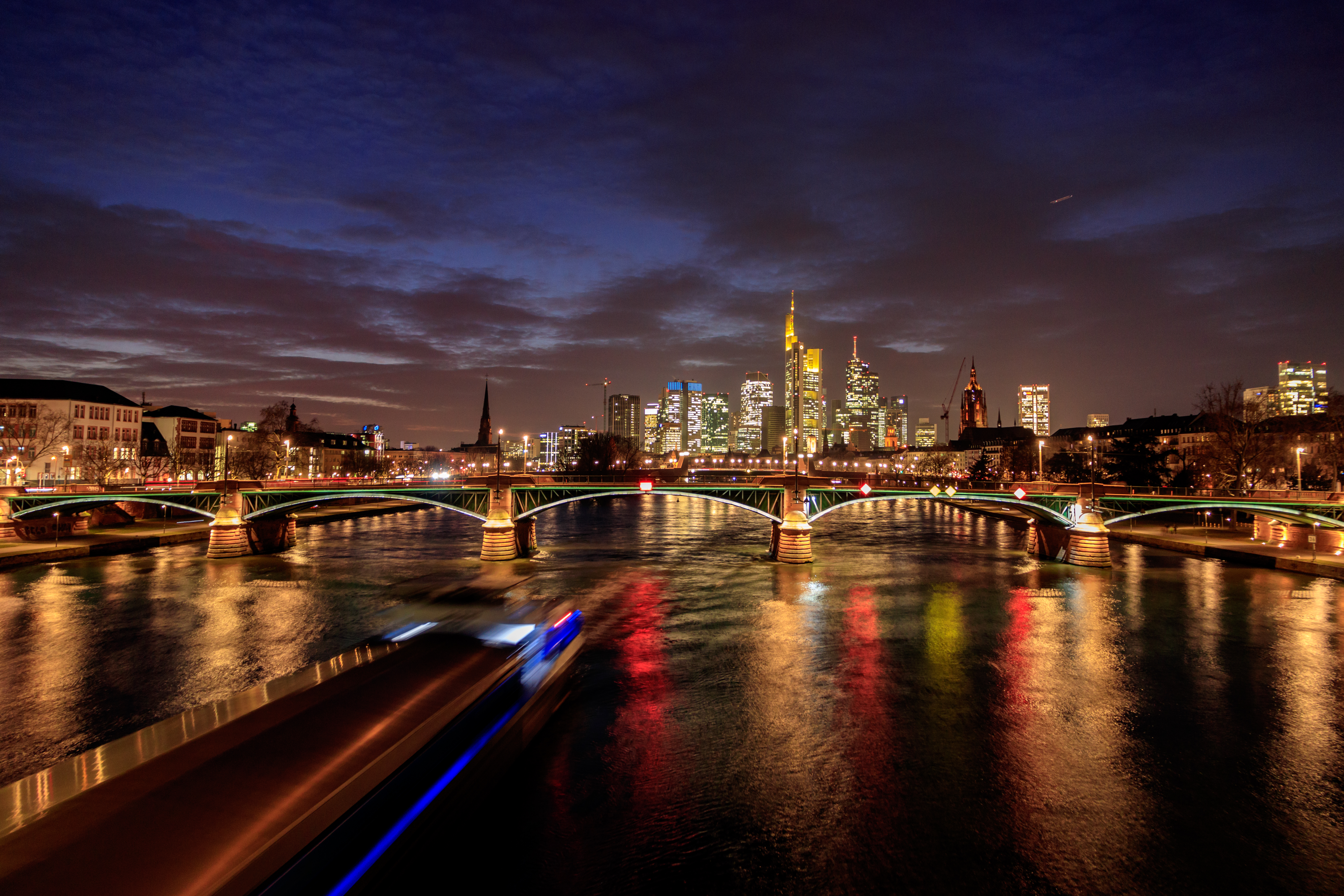
Ignatz-Bubis-Brücke und Skyline am Abend

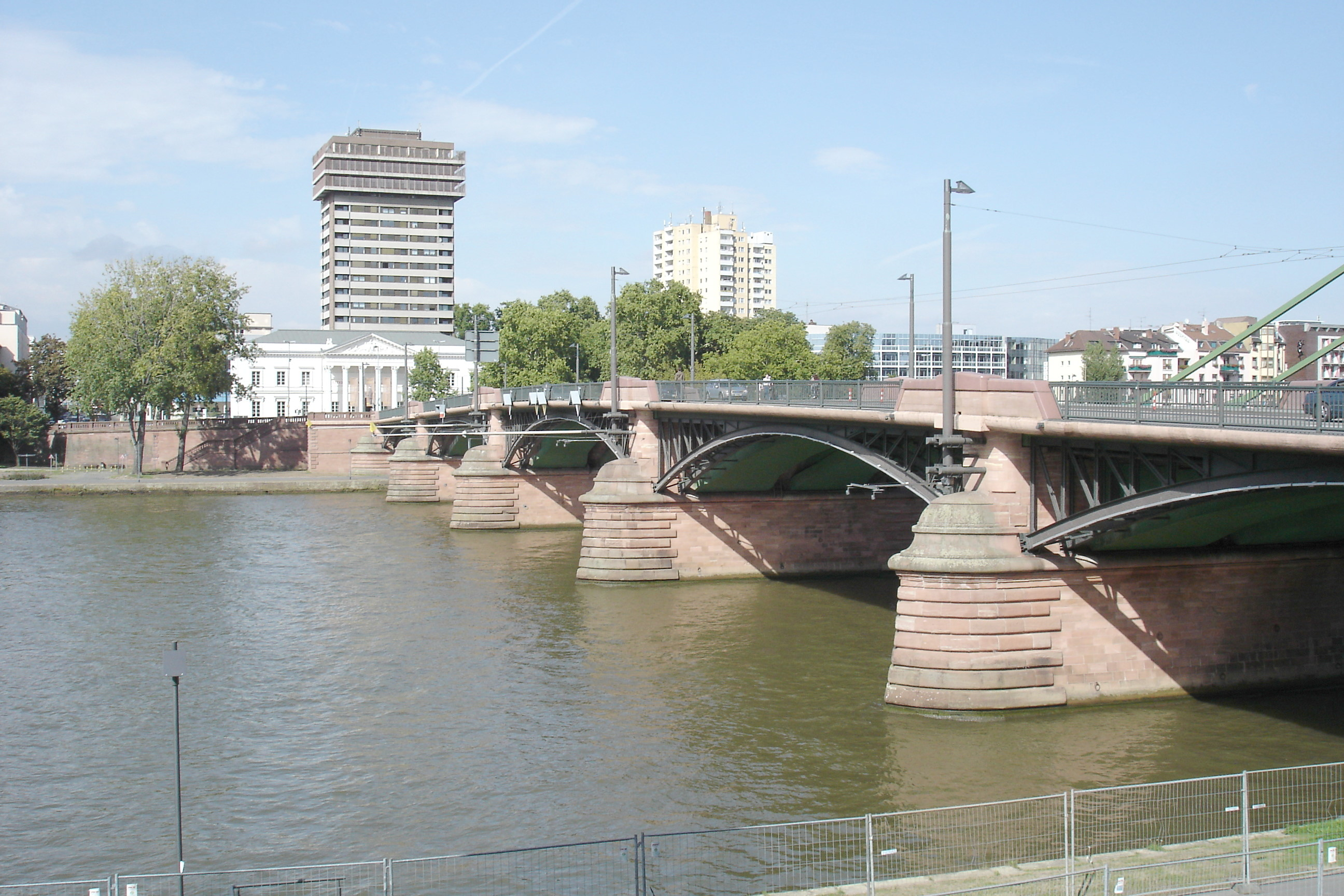
Ignatz-Bubis-Brücke und die Alte Stadtbibliothek

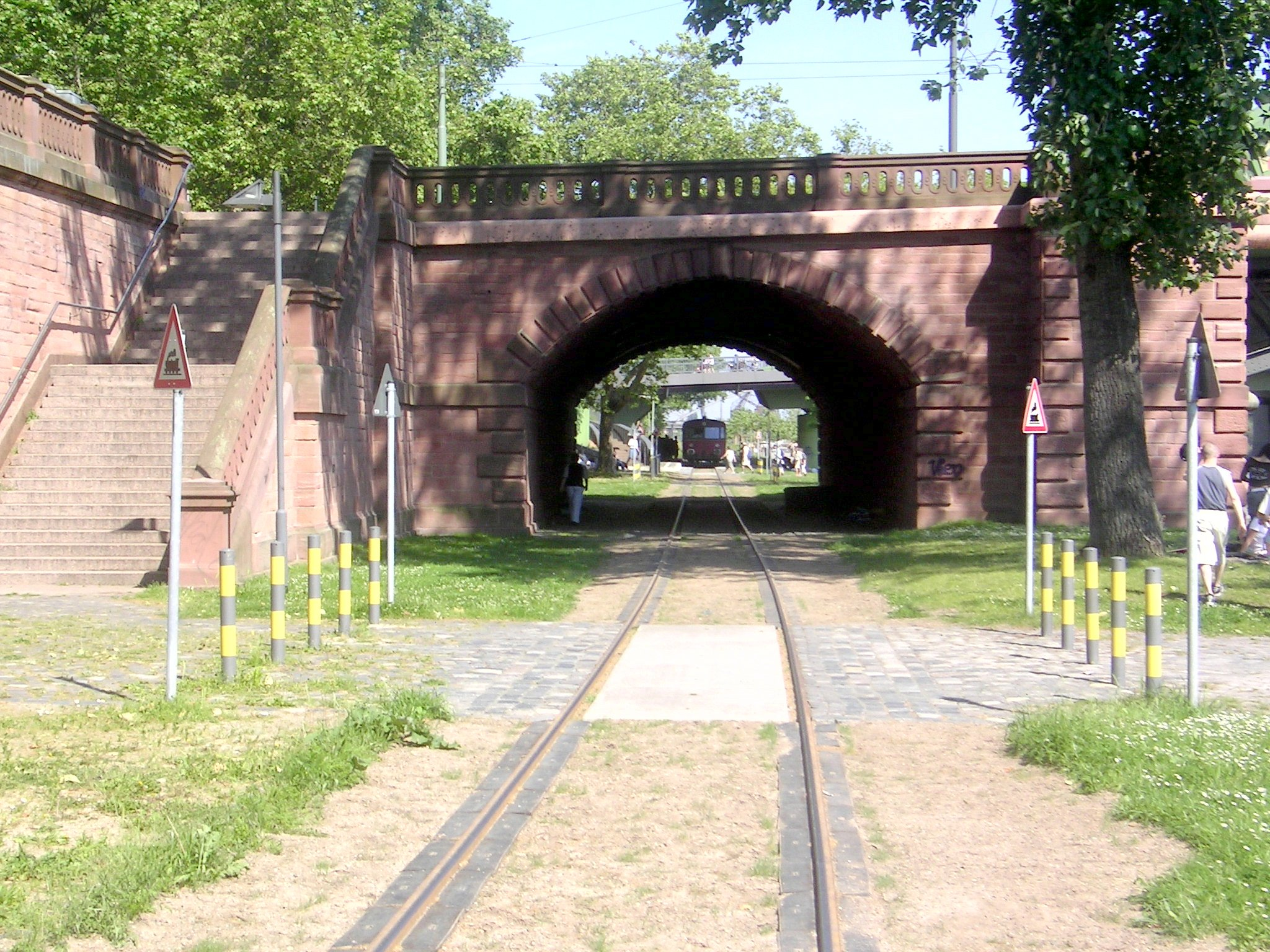
Steinerner Brückenbogen der Verbindungsbahn

Die Ignatz-Bubis-Brücke (bis 2000 Obermainbrücke) ist eine Straßenbrücke in Frankfurt am Main. Sie verbindet bei Main-Kilometer 36,0 die Obermainanlage im Stadtteil Innenstadt mit der Dreieichstraße in Sachsenhausen. Sie ist 183,75 Meter lang und 15,20 Meter breit. Über die Brücke führen die Bundesstraße 3, die Straßenbahnlinie 18 und der Ebbelwei-Expreß. Im Dezember 2000 wurde die Brücke nach dem 1999 verstorbenen Vorsitzenden des Zentralrates der Juden in Deutschland, Ignatz Bubis, benannt.

## Geschichte
Bereits seit Mitte des 19. Jahrhunderts wurden verschiedene Brückenbauprojekte in Frankfurt diskutiert, um die aus dem Mittelalter stammende, sehr schmale Alte Brücke zu entlasten. Nach der Annexion der Freien Stadt Frankfurt durch Preußen im Jahr 1866 entstanden zunächst flussabwärts der Alten Brücke der Eiserne Steg als Fußgängerbrücke, danach 1872 bis 1874 die Untermainbrücke.
Über die Notwendigkeit und Konstruktion einer flussaufwärts gelegenen Brücke wurde dagegen lange in den städtischen Gremien gestritten. Erst 1875 wurde der Bau einer weiteren Brücke, der Obermainbrücke, beschlossen.
Sie entstand 1876 bis 1878 nach einem Entwurf von Peter Schmick als fünfte Mainbrücke in Frankfurt. Abgesehen von einem schmalen Steinbogen am nördlichen Ufer, durch den die Verbindungsbahn führt, bestanden die anderen fünf Brückenbögen aus einer schmiedeeisernen Fachwerkkonstruktion. Die fünf Brückenpfeiler waren aus Rotem Mainsandstein gemauert, ihre Fundamente aus Beton gegossen. Die Spannweite der äußeren Bögen beträgt 33,25 Meter, die der benachbarten Bögen 38,50 Meter, während der mittlere Bogen 40,25 Meter breit ist.
1881 verkehrte erstmals eine Pferdebahn der Frankfurter Trambahn-Gesellschaft über die Brücke. 1900 wurde die Strecke elektrifiziert.
Wegen starker Rostschäden an den schmiedeeisernen Fachwerkbögen musste die Brücke 1934 für den Verkehr gesperrt werden. Lediglich für den Fußgängerverkehr blieb sie geöffnet. Eine Instandsetzung der Brücke unterblieb wegen der angespannten Rohstofflage.
Mindestens zwei Werke des Künstlers Albert Windisch hatten die Brücke als Motiv, das erste von 1920 und das zweite zeigt die Nutzung durch Fußgänger.
1944 wurde die Brücke bei den Luftangriffen auf Frankfurt am Main durch Fliegerbomben beschädigt. Am 26. März 1945 wurden die mittleren beiden Bögen zusammen mit den anderen Mainbrücken durch ein Sprengkommando der Wehrmacht gesprengt.
Im April 1946 begann der Wiederaufbau der Brücke. Die Konstruktion blieb äußerlich unverändert, jedoch wurden die Pfeiler aus Beton und die Brückenbögen aus Stahl errichtet. Am 4. Juni 1949 wurde die wiederaufgebaute Brücke dem Verkehr übergeben. Die ursprünglichen Baukosten 1876 bis 1878 hatten 1.040.000 Mark betragen, der Wiederaufbau kostete 5.000.000 DM.
1964 entstand etwa 70 Meter oberhalb der Obermainbrücke eine weitere, zunächst provisorische, Brücke, die Flößerbrücke. Über sie wurde der nach Norden führende Straßenverkehr geleitet, während die Obermainbrücke künftig ausschließlich in Richtung Sachsenhausen befahren wurde.
In den achtziger Jahren zeigten sich erneut schwere Verschleiß- und Korrosionsschäden an der Brücke, die eine Sanierung erforderlich machten. Nach dem Neubau der Flößerbrücke konnte die Obermainbrücke dafür gesperrt werden. Die Sanierung begann im April 1986 und wurde im Februar 1988 abgeschlossen. Dabei wurde die Brücke um etwa 1,50 Meter verbreitert und die Tragfähigkeit von 45 auf 60 Tonnen erhöht.

## Die Umbenennung der Brücke
Im September 2000 beschloss die Stadtverordnetenversammlung mit den Stimmen von SPD, Grünen und FDP, die Obermainbrücke zu Ehren des 1999 verstorbenen Ignatz Bubis in Ignatz-Bubis-Brücke umzubenennen. Die CDU enthielt sich bei der Abstimmung.

## In der Kultur
Die Rapper Celo & Abdi veröffentlichten 2020 die Single IBB, deren Titel und Text sich auf die Brücke bezieht; das Musikvideo wurde auf der Brücke gedreht.